# Formula One 05
Formula One 05 é um jogo eletrônico baseado na Temporada de 2005 da Fórmula 1, para PlayStation 2, lançado em 1º julho de 2005 na Europa. É o terceiro jogo da série Formula One, com uma licença exclusiva da Formula One Administration. Desenvolvido por Sony Studio Liverpool e publicado por Sony Computer Entertainment Europe.
Este jogo também suporta EyeToy: Cameo, permitindo aos jogadores colocar seu próprio rosto em um piloto ao criar o seu perfil, mas ao contrário de F1 04, embora eles não possam escolher o seu próprio capacete no início, os jogadores assumem um capacete não marcado e só mais tarde desbloqueiam outras cores e desenhos. Os atletas da capa foram Jenson Button, David Coulthard e Narain Karthikeyan.